# Zemplínske Hradište
Zemplínske Hradište est un village de Slovaquie situé dans la région de Košice.

## Histoire
Première mention écrite du village en 1454.

## Démographie

### Évolution de la population
| Année:               | 1994. | 2004.   | 2014.   | 2024.   |
| -------------------- | ----- | ------- | ------- | ------- |
| Nombre de personnes: | 1166  | 1150    | 1136    | 1084    |
| Différence:          |       | -1,37 % | -1,21 % | -4,57 % |

| Année:               | 2023. | 2024.   |
| -------------------- | ----- | ------- |
| Nombre de personnes: | 1099  | 1084    |
| Différence:          |       | -1,36 % |